# Fåglums socken
Fåglums socken i Västergötland ingick i Barne härad, ingår sedan 1983  i Essunga kommun och motsvarar från 2016 Fåglums distrikt.
Socknens areal är 22,94 kvadratkilometer varav 22,79 land.  År 2000 fanns här 350 invånare. Kyrkbyn Fåglum med sockenkyrkan Fåglums kyrka ligger i socknen.

## Administrativ historik
Socknen har medeltida ursprung.
1 januari 1948 (enligt beslut den 20 december 1946) överfördes till Fåglums socken från Lekåsa socken den obebodda fastigheten Bronäset, omfattande en areal 0,001 km² land.
Vid kommunreformen 1862 övergick socknens ansvar för de kyrkliga frågorna till Fåglums församling och för de borgerliga frågorna bildades Fåglums landskommun. Landskommunen uppgick 1952 i Essunga landskommun som 1971 ombildades till Essunga kommun som 1974 uppgick i Vara kommun. Området bröts ut därifrån 1983 för att återuppstå som Essunga kommun med något mindre omfång än kommunen hade till 1974. Församlingen uppgick 2002 i Essunga församling.
1 januari 2016 inrättades distriktet Fåglum, med samma omfattning som församlingen hade 1999/2000.  
Socknen har tillhört län, fögderier, tingslag och domsagor enligt vad som beskrivs i artikeln Barne härad. De indelta soldaterna tillhörde Skaraborgs regemente, Skånings kompani och Västgöta regemente, Barne kompani.

## Geografi
Fåglums socken ligger söder om Vara med Nossan i öster. Socknen är en slättbygd i norr och i söder en kuperad mossrik skogsbygd.

## Fornlämningar
Tre hällkistor från stenåldern är funna. Från bronsåldern finns en hällristning. Från järnåldern finns stensättningar och resta stenar.

## Namnet
Namnet skrevs 1412 Fuglemä och kommer från kyrkbyn. Namnet innehåller fågel och hem, 'boplats; gård'.